# Карл Янски
Карл Гуте Янски (на английски: Karl Guthe Jansky) (22 октомври 1905 г. – 14 февруари 1950 г.) е американски физик и радиоинженер, който през август 1931 г. за първи път открива радиовълни, излъчвани от Млечния път. Той се смята за една от основополагащите фигури на радиоастрономията.

## Биография

### Детство и ранен живот
Карл Гуте Янски е роден в тогавашната територия на Оклахома, където баща му Кирил М. Янски е декан на Инженерния колеж в Университета на Оклахома в Норман. Кирил М. Янски, роден в Уисконсин на чешки имигранти, е започнал да преподава на шестнайсетгодишна възраст. Той е преподавател през целия си активен живот, пенсионирайки се като професор по електротехника в Университета на Уисконсин. Той е инженер със силен интерес към физиката, черта, предадена на синовете му. Карл Янски е кръстен на д-р Карл Ейген Гуте, професор по физика в Мичиганския университет, който е бил важен наставник на Кирил М. Янски.
Майката на Карл Янски, по баща Нели Море, е била от френски и английски произход. Братът на Карл Кирил Янски-младши, с десет години по-голям от него, помогнал за изграждането на едни от най-ранните радиопредаватели в страната, включително 9XM в Уисконсин (сега WHA на Wisconsin Public Radio) и 9XI в Минесота (сега KUOM).
Карл Янски е посещава Университета на Уисконсин, където получава бакалавърска степен по физика през 1927 г. През 1928 г. се присъединява към фирмата на Лаборатории „Бел“ в Холмдел, Ню Джърси. Лаборатории „Бел“ (Bell Labs) искат да изследват атмосферните и йоносферни свойства, използвайки „къси вълни“ (дължина на вълната около 10 – 20 метра) за използване в трансатлантическата радио телефонна услуга
РАДИОАСТРОНОМИЯ
В Лаборатории „Бел" Янски изгражда антена, проектирана да приема радиовълни с честота 20,5 MHz (дължина на вълната около 14,6 метра). Той я на монтира грамофон, който позволява да се върти във всяка посока, спечелвайки му името „Веселата игра на Янски“. Той (грамофонът) е с диаметър приблизително 100 фута и е висок 20 фута. Чрез завъртане на антената върху набор от четири гуми на модел Форд – Т. Посоката на получен сигнал може да бъде определена. Малък навес отстрани на антената разполага с аналогова система за запис на писалка и с хартия.
След като записва сигнали от всички посоки в продължение на няколко месеца, Янски в крайна сметка ги категоризира в три типа статични: близки гръмотевични бури, далечни гръмотевични бури и слаби постоянни съскания с неизвестен произход. Той прекара над година в проучване на източника на третия тип статика. Местоположението на максимална интензивност се увеличаваше и пада веднъж на ден, което кара Янски първоначално да предположи, че той открива радиация от Слънцето.
Няколко месеца след засечения сигнал, обаче най-ярката точка се отдалечава от позицията на Слънцето. Янски също така определя, че сигналът се повтаря в цикъл от 23 часа и 56 минути, т. нар- звезден ден; вместо в периода съобразен спрямо слънцето (слънчев ден)). Сравнявайки своите наблюдения с оптични астрономически карти, Янски стигна до заключението, че радиацията идва от Млечния път и е най-силна в посока към центъра на галактиката, в съзвездието Стрелец.
Откритието му е широко разгласено, отпечатано в „Ню Йорк Таймс“  през 5 май 1933 г. През 1933 г. той публикува документ, озаглавен „Електрически смущения, очевидно от извънземен произход“. Янски иска да проучи допълнително радиовълните на Млечния път след 1935 г. (той нарече радиация  „звезден шум“), но не не успява да намери достатъчна подкрепа подкрепа нито от астрономите, за които това е нещо напълно чуждо, нито от Лабораториите „Бел", което не може да оправдае цената на изследване на феномен, който не повлиява значително трансатлантическите комуникационни системи.